# Oddevall/Sjåstad
Oddevall/Sjåstad este o localitate din comuna Lier, provincia Buskerud, Norvegia, cu o suprafață de 0,5 km² și o populație de 554 locuitori (2013).